# Arne Lundberg (scoutledare)
Arne Lundberg, född 10 oktober 1925, död 19 december 1993, var en svensk scout- och nykterhetsledare. 
Lundberg startade sin scoutbana i Lunds scoutkår inom IOGT:s scoutförbund. Han var under många år ledare på högsta nivå och var 1966 till 1971 pojkscoutchef och förbundsordförande för IOGT:s scoutförbund. 
Lundberg var ordförande för Nykterhetsrörelsens scoutförbund 1970 till 1973 och 1976 till 1984.   Från 1984 till 1993 var han ordförande för läger- och kursgården Ransbergs Herrgård i Värmland.
Han tilldelades  1963 en Silvervarg, svensk scoutings högsta utmärkelse, och 1988 tilldelades han en Bronsvarg, den högsta utmärkelse som delas ut på scoutings världsnivå.